# Шашубайська селищна адміністрація
Шашуба́йська селищна адміністрація (каз. Шашубай кенттік әкімдігі, рос. Шашубайская поселковая администрация) — адміністративна одиниця у складі Актогайського району Карагандинської області Казахстану. Адміністративний центр — селище Шашубай.
Населення — 2417 осіб (2021; 2148 у 2009, 2368 у 1999, 4605 у 1989).